# Quakenbrücker Burgmannshöfe

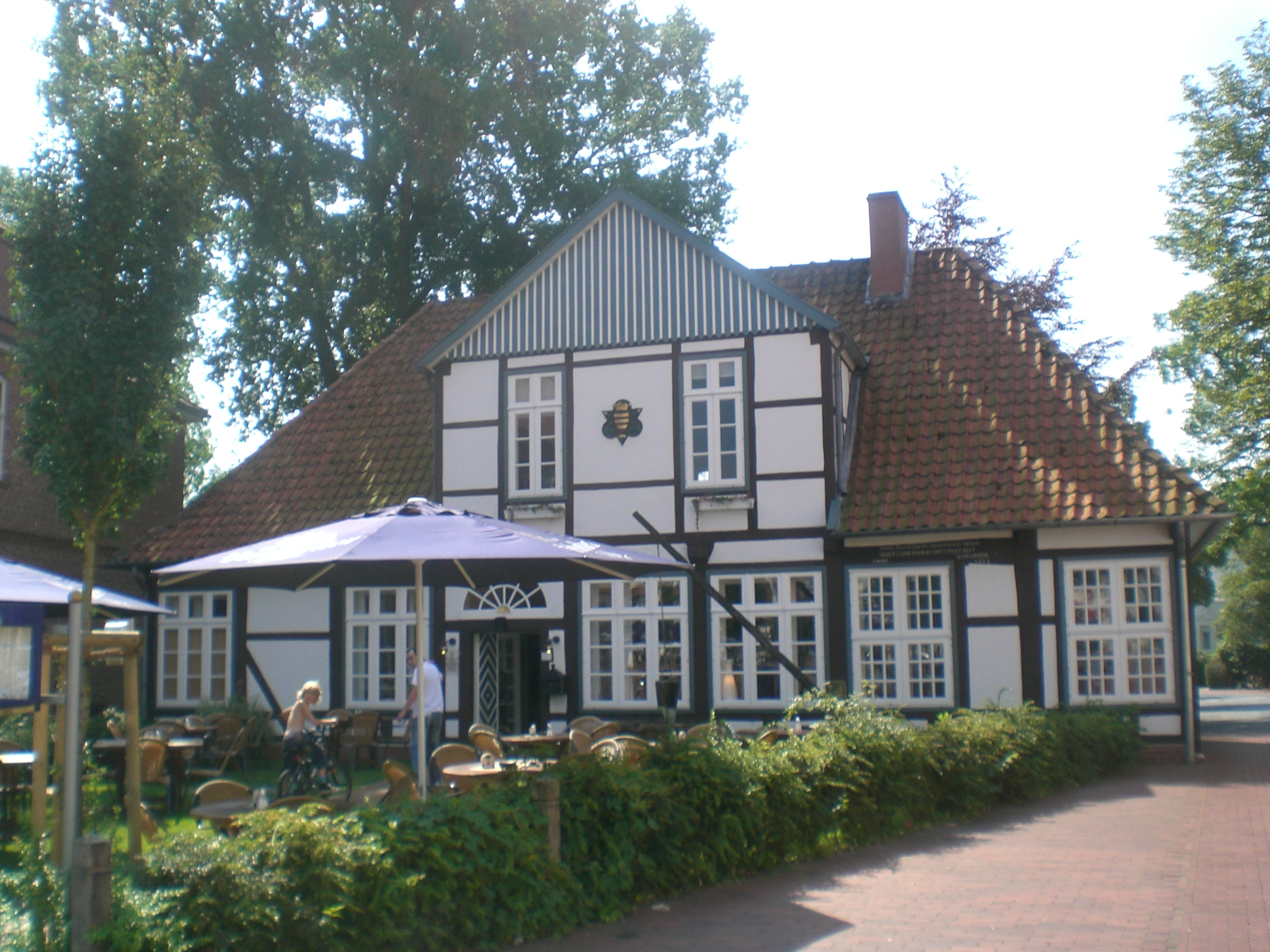
Der Elmendorffhof

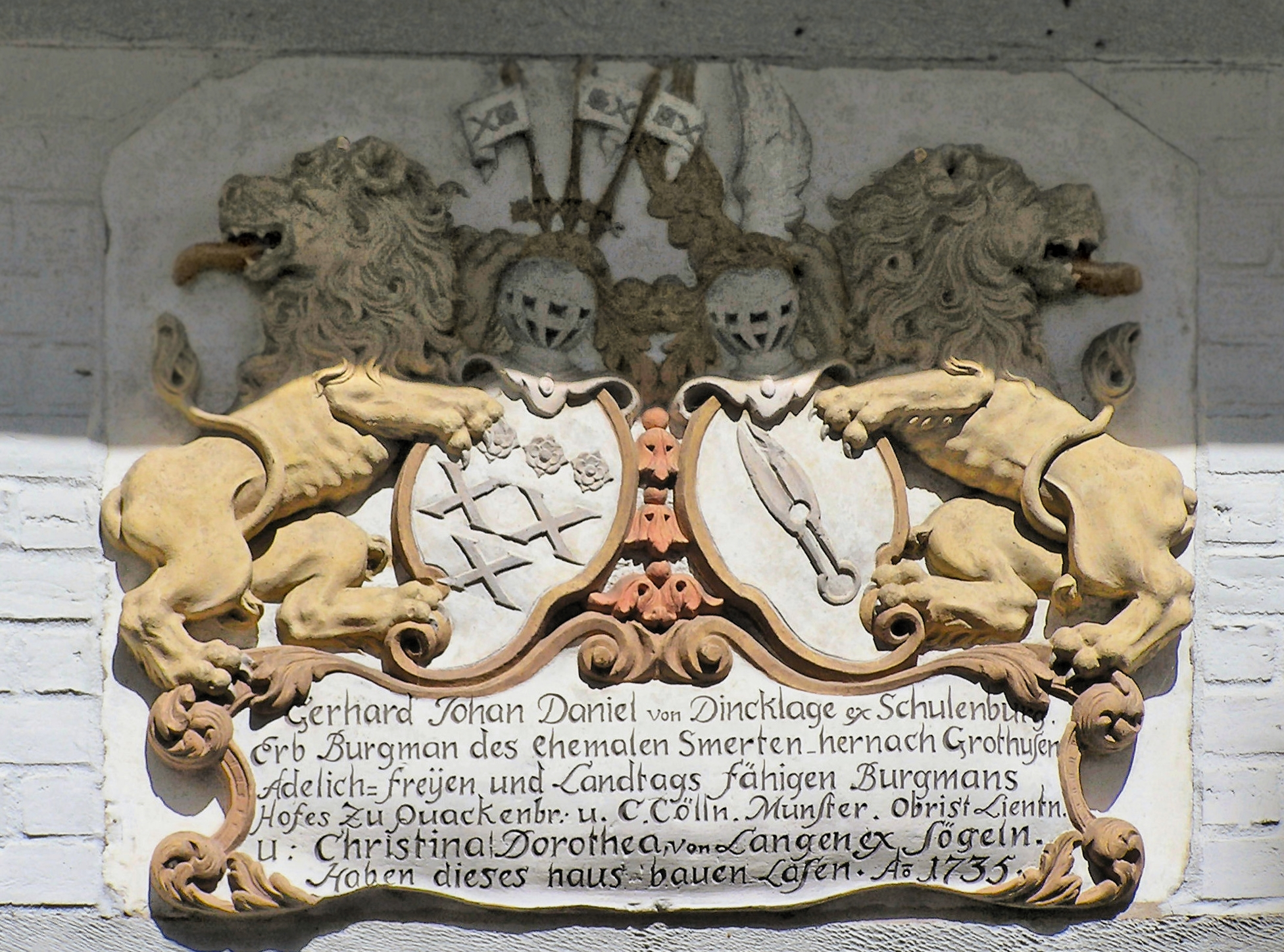
Wappen am Grothaus'schen Hof

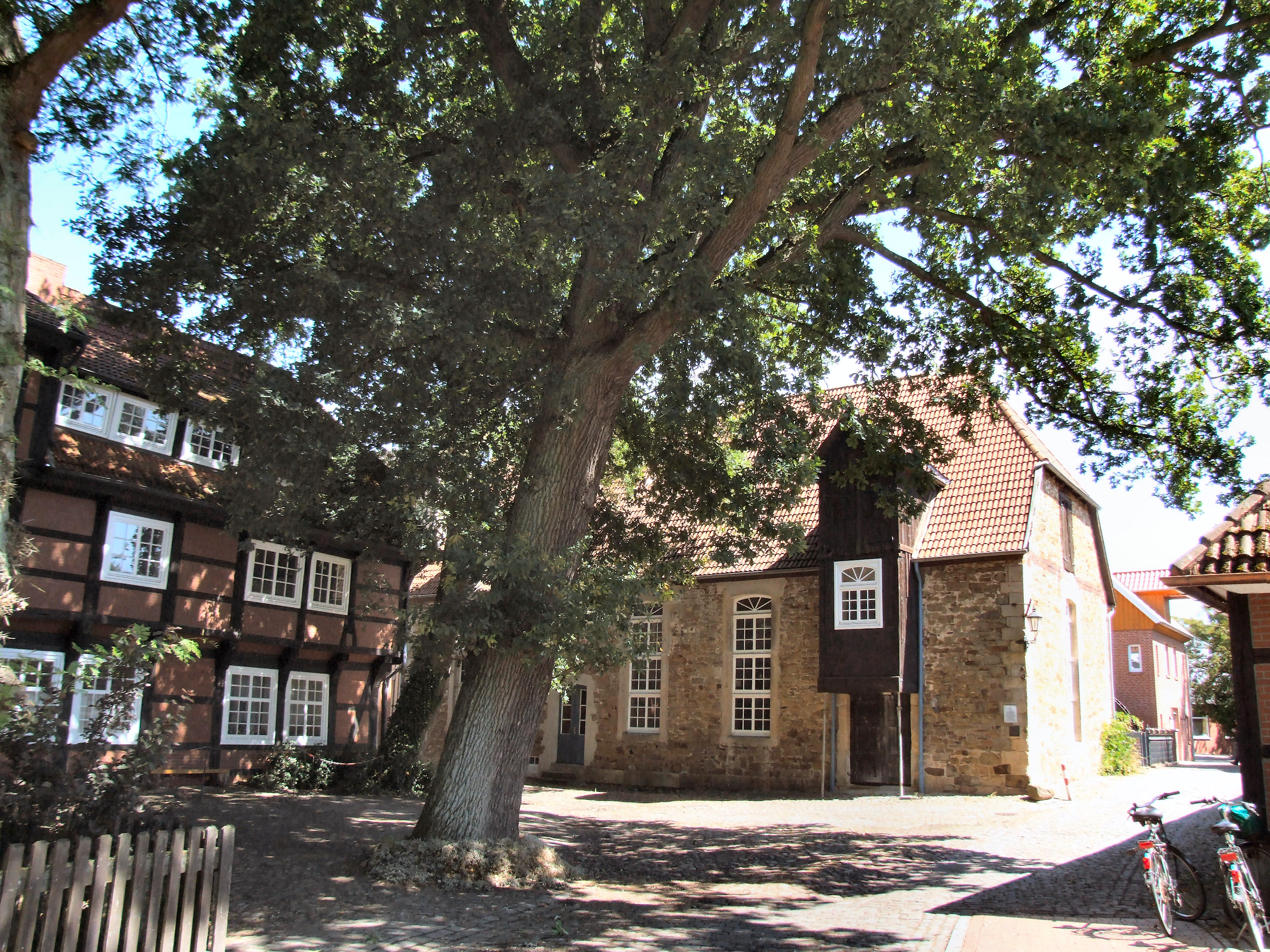
Rechts: Große Mühle (re), Hof von Dincklage (li)

Das 1235 erstmals urkundlich erwähnte Quakenbrück ist eine ehemalige Burgmannsstadt und diente in früheren Zeiten dem Bistum Osnabrück als Sicherung nach Norden. Burgmannen verteidigten mit ihren insgesamt zehn Burgmannshöfen die ehemalige bischöfliche Landesburg an der Hase.
Es sind noch drei Burgmannshöfe erhalten – am Marktplatz, in der Pfaffenstraße 18 und an der Mühlenstraße 30. Sie haben aber nicht mehr das Aussehen und den Umfang aus der Zeit der Stadtverteidigung, in der sie mit starken Wehrtürmen versehen waren und über Nebengebäude verfügten.

## Burgmannshof Nr. 1, Mühlenstraße 30
Von dem Burgmannshof der Familie von Dincklage an der Großen Mühlenstraße 30, das mit der alten Mühle ein Ensemble bildet, ist nur noch ein Flügel erhalten.

## Burgmannshof Nr. 4, Markt 6
Am Marktplatz (Markt 6) steht der Burgmannshof Vosshagen, auch Elmendorffhof genannt, der zunächst der Familie Voss zu Mundelnburg gehörte, wovon eine Inschrift zeugt und später der Familie von Elmendorff, deren Wappen sich am Zwerchgiebel befindet. In dem renovierten Gebäude befindet sich ein italienisches Restaurant. Vor dem Hof steht ein bäuerlicher Sandsteinbrunnen aus dem 18. Jahrhundert.

## Burgmannshof Nr. 5, Loxter Hof 2
Der markante Loxter Hof musste 1964 in der Neuerungseuphorie der Nachkriegszeit einem modernen Gebäude weichen, in dem sich ein Ärztezentrum befindet.

## Burgmannshof Nr. 7, Pfaffenstraße 18
Der Burgmannshof an der Pfaffenstraße 18 wurde nach seinem Besitzer Grothaus'scher Hof genannt und trägt das Wappen der Familien Dincklage-Langen von 1735. Der zum Schutz der Großen Mühle angelegte Hof ist als wohl ältestes zweistöckiges Fachwerkhaus erhalten, er wurde später mit dem Elmendorffhof vereinigt und an die Schulenburg verkauft. Dieser sowie der Grothaus'sche Hof waren allod, während alle anderen Burgmannshöfe Lehen des Bischofs von Osnabrück waren.